# Wawrzyniec Tucholski
Wawrzyniec Tucholski – huzar-trębacz w armii pruskiej w czasie wojny siedmioletniej.
15 sierpnia 1761 roku wyruszył w patrolu z Bolesławca. W okolicy Żerkowic patrol natknął się na oddział austriackich dragonów. Podczas gonitwy Wawrzyniec Tucholski zdecydował się na skok konno ze skały o wysokości 10 metrów do płynącej poniżej odnogi młyńskiej rzeki Bóbr. Skała ta była od tej pory nazywana Huzarski skok. Wawrzyniec Tucholski przeżył skok, a ukraińskiego siwka o imieniu Aga zatrzymał hrabia von Redern ze Skały, który huzarowi podarował kilim i róg w srebrze. Kiedy król pruski Fryderyk II Wielki był w Skale, hrabia von Redern pokazał mu miejsce bohaterskiego skoku do Bobru. Król wręczył huzarowi tabakierkę oraz zatrudnił go jako strażnika zamku we Wrocławiu.